# Ghinzu
Ghinzu — рок-группа, основанная Джоном Старгасмом в 1999 году в Брюсселе (Бельгия) и завоевавшая популярность в Европе, с выходом своего второго альбома «Blow» уже к 2005 году. Особенность этой команды в умении великолепно совмещать мелодичные музыкальные мотивы с тяжёлыми гитарными рифами, давящим басом, драматичной игрой на фортепиано и очень яркими шумовыми эффектами на фоне всего этого музыкального коктейля. В начальный состав группы входили John Stargasm (вокал, клавишные), Kris Dane (клавишные, гитара), Fabrice Georges (ударные), Greg Remy (гитара). Название «Ghinzu» вдохновлено японской фирмой ножей с известным девизом «Чем больше вы его используете, тем острее он становится».

## История группы
Все началось, когда Джон Старгасм вернулся с двумя участниками «Las Vegas Parano» Михаэлем (бас) и Фабрисом (ударные). Далее к ним присоединились Грег (гитара) и Сандерсон (контрабас). Всех их объединила музыка Джона и группа начала свой путь.

### 1999—2000 Первый альбом Electronic Jacuzzi
Дебютный альбом Electronic Jacuzzi был выпущен под собственным лейблом Dragoon 15 декабря 2000 года в Брюсселе и был популярен в 1999-2000-м годах. Также, в ноябре 2005 года, в результате всенародного опроса, их первый альбом был вновь переиздан. Сам же альбом скорее был похож на поиски своего собственного стиля путём скрещивания интересных шумовыx эффектов с доступной простому слушателю музыкой, за что порой их стиль называют нойз-попом. Альбом содержит в себе 12 треков с разнообразной музыкой, ярким контрастным звуком, неожиданными переходами и интересными способами извлечения звуков из инструментов.

### 2004 Альбом Blow
Спустя четыре года после выхода «Electronic Jacuzzi», в феврале 2004 группа выпускает в Бельгии свой второй альбом «Blow», который был очень радужно принят критиками и СМИ. В сентябре альбом был издан во Франции, Швейцарии, Германии и Скандинавии. Так же сингл «Do you Read Me?» стал хитом в Бельгии и во Франции. Группа однозначно имела успех, и альбом «Blow» открыл много дверей в такие телешоу как «Taratata», «Traffic Music», «MTV select», а также в течение лета группа сделала турне по Франции приблизительно с 20-ю датами. 2005 год Ghinzu начали с тура с несколькими выступлениями в Нидерландах (Venlo, Nijmegen, Tilburg, Den Bosch), где их с нетерпением ожидали после выпуска альбома «Blow» и их появления на нескольких фестивалях предыдущим летом (Valkhofaffaire в Неймегене, Фестиваль Zinin в Утрехте). Тур закончился приглашением на участие в «Montreux Jazz Festival». В итоге, в Европе было продано около 80-и тысяч экземпляров «Blow». Альбом сочетал в себе великолепное разнообразие подхода к музыке, переливаясь из классических партий на фортепиано в агрессивные гитарные рифы, из спокойного состояния в истерику и обратно. Все это в 12-и треках альбома «Blow».

### 2009 Альбом Mirror Mirror
После четырёх лет тяжелой работы, группа вернулась со своим новым творением, а именно альбомом «Mirror Mirror». Альбом был выпущен больше, чем в десяти странах Европы. Над данным альбомом велась тщательная работа. В мастеринге и обработке участвовали Christine Verschorren, Dimitri Tikovoï и Nick Terry, которые внесли свой вклад, чтобы сделать каждый трек эмоциональным, чувственным и уникальным. Данный альбом преподается перед слушателем в очень качественном формате. 12 треков, отличающихся один от другого не могут не поражать своей постановкой и оригинальностью. Огромное разнообразие звуков и эффектов используемых в песнях и каждой из них предающих своё настроение и оттенок. Первые сингл треки «Cold Love» и «Take it easy» достигли высших точек на бельгийских и французских радио чартах. А сам альбом занял первое место в iTunes (Бельгия) по продажам в первую же неделю его выхода. С 1 апреля по 10 апреля Ghinzu сделал турне по Франции и успел поучаствовать на многих фестивалях как: 'Le Printemps de Bourges (FR)', 'Main Square Festival, Arras (FR)', 'Werchter Rock Festival (BE)'и 'Les Ardentes (BE)'.

## Дискография
| Дата релиза     | Название           |
| --------------- | ------------------ |
| 15 декабря 2000 | Electronic Jacuzzi |
| февраль 2004    | Blow               |
| 30 марта 2009   | Mirror Mirror      |

## Саундтреки
1. Ирина Палм сделает это лучше, 2007
2. Экс-ударник, 2007 (Blow)
3. Taken, 2008 (The Dragster Wave)